# Alfred Schnieber
Alfred Schnieber (* 4. Februar 1821 in Sorau; † 1886 in Görlitz) war ein deutscher Arzt und Politiker.

## Leben
Schnieber war evangelischer Konfession und studierte von 1841 bis 1843 Medizin an der Universität Berlin, wo er 1843 zum Dr. med. promoviert wurde. Er lebte als Praktischer Arzt in Görlitz. 1854 wurde er mit dem Titel eines Geheimen Sanitätsrats geehrt.
Vom 31. Mai 1848 bis zum 7. Dezember 1848 vertrat er den Wahlkreis 2. Provinz Schlesien (Görlitz) in der Frankfurter Nationalversammlung. Im Parlament blieb er fraktionslos und stimmte mit der Linken. Nachfolger in der Nationalversammlung wurde Johann Trabert.